# Téké-ibali
Pour les articles homonymes, voir Teke.
Le téké-ibali (aussi appelé téké oriental, téké de l'est, ibali, kiteke, téké ou kwa méridional) est une langue bantoue parlée par 138 000 locuteurs en république démocratique du Congo et 72 000 locuteurs en république du Congo.

## Classification
Le téké-ibali est une langue nigéro-congolaise, une famille de langues s'étendant du Sénégal à l'est de l'Afrique du Sud, en passant par la Tanzanie et le Congo. Plus précisément, il appartient à la branche teke des langues bantoues, le plus grand sous-groupe de cette famille linguistique.